# Australiens herrlandslag i fotboll
Australiens herrlandslag i fotboll representerar Australien i fotboll. Landslaget kallas för The Socceroos. De största framgångarna för landslaget är åttondelsfinal i VM 2006 och 2022, fyra guld i Oceaniska mästerskapet och ett guld i Asiatiska mästerskapet.
Första landskampen spelades i Dunedin den 17 juni 1922, där man åkte på stryk med 1-3 mot Nya Zeeland.
Australien satte i matchen mot Amerikanska Samoa den 11 april 2001 rekord i storseger i VM-kval då man vann med hela 31-0. Archie Thompson gjorde 13 mål, även det rekord.
Australien blev medlem i Asiatiska fotbollsförbundet 2006 och lämnade därmed Oceaniens fotbollsförbund. Detta gjorde man för att utvecklas mer då konkurrensen i Oceanien ansågs vara för dålig.

## Australien i VM
Australien deltog senast i VM 2022. De största framgångarna kom genom åttondelsfinalerna i VM 2006 och 2022. 

### 1966-1970
Första gången Australien deltog i kvalspelet till VM var till VM 1966, laget förlorade då dubbelmötet mot Nordkorea. 
I kvalet till VM 1970 slog landet ut Japan, Sydkorea och Rhodesia. I det avgörande dubbelmötet förlorade dock laget mot Israel.

### Första slutspelet
Landet gjorde sitt första VM-slutspel när de deltog i VM 1974. I kvalspelet tog de sig först vidare från en grupp bestående av Nya Zeeland, Indonesien och Irak. Laget segrade sedan i två dubbelmöten, först mot Iran och sedan mot Sydkorea. I VM förlorade de med 2-0 mot Östtyskland och 3-0 mot Västtyskland innan de spelade 0-0 mot Chile i den sista gruppspelsmatchen. Resultaten innebar att Australien kom sist i gruppen.

### Misslyckade kval
Efter att ha deltagit i VM 1974 misslyckades Australien med att kvalificera sig till VM under 32 års tid.
I kvalet till VM 1978 förlorade Australien avgörande matcher mot Iran och Kuwait. 1982 blev Nya Zeeland för svårt.
1986 gick Australien återigen vidare till ett avgörande dubbelmöte, angående en plats till VM. Denna gången blev dock Skottland för svåra. Detta då Australien förlorade med totalt 2-0. 
Precis som 1982 blev landet i kvalet till VM 1990 utslagna av Nya Zeeland.
Fyra år senare slog Australien ut Nya Zeeland och Kanada. Detta innebar att landet ställdes i ett avgörande dubbelmöte med Argentina. Australien spelade 1-1 hemma i Sydney men förlorade med 1-0 i Argentina och misslyckades därmed att ta sig till VM 1994.
I kvalspelen till VM 1998 och VM 2002 misslyckades Australien med knapp marginal att kvalificera sig. Bägge gångerna kom landet till ett avgörande dubbelmöte. 1998 ställdes landet mot Iran. Efter att ha spelat 1-1 i Iran gick laget upp i en 2-0 ledning på hemmaplan, detta hölls sig tills det var tjugo minuter kvar av matchen. Iran lyckades dock göra två mål och därmed knipa platsen i VM.
I kvalet till VM 2002 tog Australien sitt nuvarande världsrekord, detta när de besegrade Amerikanska Samoa med 31-0. I Confederations Cup 2001 tog landet en tredjeplats och besegrade bland annat Brasilien med 1-0. I det avgörande dubbelmötet till VM mötte laget Uruguay. Efter att ha vunnit med 1-0 på hemmaplan och förlorat med 1-0 borta gick mötet till förlängning. Väl där lyckades Uruguay göra två mål och kvalificera sig till VM.

### VM 2006
Australien lyckades efter 32 års väntan återigen kvalificera sig till ett världsmästerskap. Återigen ställdes landet mot Uruguay, i ett avgörande dubbelmöte. Laget förlorade det första mötet, på bortaplan, med 1-0. Hemma i Australien vann de med 1-0 efter ett mål av Mark Bresciano. Efter en mållös förlängning tvingades mötet till en straffläggning. Väl där räddade Mark Schwarzer två straffar och när John Aloisi slog i den avgörande straffen kunde Australien kvalificera sig till VM 2006.
I VM leddes laget, precis som i kvalet, av den holländske tränaren Guus Hiddink. I den första matchen mötte laget Japan. Laget låg länge under med 1-0, men Tim Cahill kunde genom nationens första VM-mål någonsin kvittera. I den 89:e minuten ökade Tim Cahill på innan John Aloisi fastställde slutresultatet till en 3-1-seger.
Efter en 2-0-förlust mot Brasilien krävdes ett oavgjort resultat mot Kroatien för att ta sig vidare från gruppen. Trots två underlägen lyckades Australien få med sig 2-2 och ta sig vidare från gruppen, detta sedan Craig Moore och Harry Kewell gjort ett varsitt mål.
I åttondelsfinalen ställdes de mot blivande världsmästarna, Italien. Matchen stod 0-0 fram till slutminuten då Italien fick en straff som Francesco Totti förvaltade och därmed skickade han ut Australien ur VM.

### VM 2010
Detta var det första kvalet efter att landet lämnat Oceaniens fotbollsförbund för Asian Football Confederation. Landet kunde utan några större problem ta sig vidare från både den första och andra kvalgruppen och blev det första landet att kvalificera sig för VM 2010.
I den första matchen förlorade Australien med 4-0 mot Tyskland. I den andra matchen mötte laget Ghana. Brett Holman gav Australien ledningen men trots detta fick de bara 1-1. 
Den tredje matchen skulle avgöra Australiens fortsättning i turneringen. De besegrade Serbien med 2-1, efter mål av Tim Cahill och Brett Holman. Trots detta fick laget lämna turneringen, eftersom de hade en sämre målskillnad än Ghana.

### VM 2014
Australien gick återigen genom de två kvalgrupperna i Asien. Efter en seger mot Irak kunde Australien, precis som fyra år tidigare, kvalificera sig till VM tillsammans med Japan.
I VM 2014 ställdes Australien mot Chile, Nederländerna och Spanien. Det blev förlust i alla tre matcherna.

## Australien i AFC
Australiens första mästerskap i AFC Asian cup blev 2007. Australien hamnade i grupp A med Oman, Thailand och Irak och slogs ut i kvartsfinal av Japan efter straffar.
Det andra deltagandet, i Asiatiska mästerskapet 2011 slutade med landets första medalj. Detta genom ett silver, efter att de förlorat finalen mot Japan.

## Nuvarande trupp
Följande spelare var uttagna till VM 2022.
Antalet landskamper och mål är korrekta per den 23 november 2022 efter matchen mot Frankrike.
| Nr | Pos. | Namn               | Födelsedatum (ålder) | Matcher | Mål |            | Klubb                  |
| -- | ---- | ------------------ | -------------------- | ------- | --- | ---------- | ---------------------- |
| 1  | MV   | Mathew Ryan        | 8 april 1992         | 76      | 0   | Danmark    | FC Köpenhamn           |
| 12 | MV   | Andrew Redmayne    | 13 januari 1989      | 4       | 0   | Australien | Sydney FC              |
| 18 | MV   | Danny Vukovic      | 27 mars 1985         | 4       | 0   | Australien | Central Coast Mariners |
|    |      |                    |                      |         |     |            |                        |
| 2  | F    | Milos Degenek      | 28 april 1994        | 39      | 1   | USA        | Columbus Crew          |
| 3  | F    | Nathaniel Atkinson | 13 juni 1999         | 6       | 0   | Skottland  | Heart of Midlothian    |
| 4  | F    | Kye Rowles         | 24 juni 1998         | 4       | 0   | Skottland  | Heart of Midlothian    |
| 5  | F    | Fran Karačić       | 12 maj 1996          | 11      | 1   | Italien    | Brescia                |
| 8  | F    | Bailey Wright      | 28 juli 1992         | 27      | 2   | England    | Sunderland             |
| 16 | F    | Aziz Behich        | 16 december 1990     | 54      | 2   | Skottland  | Dundee United          |
| 19 | F    | Harry Souttar      | 22 oktober 1998      | 11      | 6   | England    | Stoke City             |
| 20 | F    | Thomas Deng        | 20 mars 1997         | 2       | 0   | Japan      | Albirex Niigata        |
| 24 | F    | Joel King          | 30 oktober 2000      | 4       | 0   | Danmark    | OB                     |
|    |      |                    |                      |         |     |            |                        |
| 10 | MF   | Ajdin Hrustic      | 5 juli 1996          | 20      | 3   | Italien    | Hellas Verona          |
| 13 | MF   | Aaron Mooy         | 15 september 1990    | 54      | 7   | Skottland  | Celtic                 |
| 14 | MF   | Riley McGree       | 2 november 1998      | 12      | 1   | England    | Middlesbrough          |
| 17 | MF   | Cameron Devlin     | 7 juni 1998          | 1       | 0   | Skottland  | Heart of Midlothian    |
| 22 | MF   | Jackson Irvine     | 7 mars 1993          | 50      | 7   | Tyskland   | St. Pauli              |
| 26 | MF   | Keanu Baccus       | 7 juni 1998          | 2       | 0   | Skottland  | St Mirren              |
|    |      |                    |                      |         |     |            |                        |
| 6  | A    | Marco Tilio        | 23 augusti 2001      | 5       | 0   | Australien | Melbourne City         |
| 7  | A    | Mathew Leckie      | 4 februari 1991      | 74      | 13  | Australien | Melbourne City         |
| 9  | A    | Jamie Maclaren     | 29 juli 1993         | 26      | 8   | Australien | Melbourne City         |
| 11 | A    | Awer Mabil         | 15 september 1995    | 30      | 8   | Spanien    | Cádiz                  |
| 15 | A    | Mitchell Duke      | 18 januari 1991      | 22      | 8   | Japan      | Fagiano Okayama        |
| 21 | A    | Garang Kuol        | 15 september 2004    | 2       | 0   | Australien | Central Coast Mariners |
| 23 | A    | Craig Goodwin      | 16 december 1991     | 11      | 2   | Australien | Adelaide United        |
| 25 | A    | Jason Cummings     | 1 augusti 1995       | 2       | 1   | Australien | Central Coast Mariners |

## Meriter
- VM-slutspel: 1974, 2006, 2010, 2014, 2018, 2022
- Olympiska spelen: 1956, 1988, 1992, 1996, 2000, 2004, 2008
- Fifa Confederations Cup: 1997, 2001, 2005, 2017

I FIFA Confederations Cup har man silver 1997 och brons 2001 som främsta meriter.

## Spelarrekord

### Topp 10 spelare med flest landskamper
Spelare i fet stil är fortfarande i Australiens landslag.
Senast uppdaterad 22 maj 2022
| Nr | Namn           | Matcher | Mål | Position | Karriär   |
| -- | -------------- | ------- | --- | -------- | --------- |
| 1  | Mark Schwarzer | 109     | 0   | MV       | 1993–2013 |
| 2  | Tim Cahill     | 108     | 50  | A        | 2004–2018 |
| 3  | Lucas Neill    | 96      | 1   | F        | 1996–2013 |
| 4  | Brett Emerton  | 95      | 20  | MF       | 1998–2012 |
| 5  | Alex Tobin     | 87      | 2   | F        | 1988–1998 |
| 6  | Mark Bresciano | 84      | 13  | MF       | 2001–2015 |
| 6  | Paul Wade      | 84      | 10  | MF       | 1986–1996 |
| 8  | Mark Milligan  | 80      | 6   | MF       | 2006–2019 |
| 8  | Luke Wilkshire | 80      | 8   | F        | 2004–2014 |
| 10 | Mile Jedinak   | 79      | 20  | MF       | 2008–2018 |

### Topp 10 spelare med flest mål
Spelare i fet stil är fortfarande aktiva i Australiens landslag.
Senast uppdaterad 22 maj 2022
| Nr | Namn            | Mål | Matcher | Mål/match | Karriär   |
| -- | --------------- | --- | ------- | --------- | --------- |
| 1  | Tim Cahill      | 50  | 108     | 0,46      | 2004–2018 |
| 2  | Damian Mori     | 29  | 45      | 0,64      | 1992–2002 |
| 3  | Archie Thompson | 28  | 54      | 0,52      | 2001–2013 |
| 4  | John Aloisi     | 27  | 55      | 0,49      | 1993–2008 |
| 5  | John Kosmina    | 25  | 60      | 0,42      | 1977–1988 |
| 5  | Attila Abonyi   | 25  | 61      | 0,41      | 1967–1977 |
| 7  | David Zdrilic   | 20  | 31      | 0,65      | 1997–2005 |
| 7  | Mile Jedinak    | 20  | 79      | 0,25      | 2008–2018 |
| 7  | Brett Emerton   | 20  | 95      | 0,21      | 1998–2012 |
| 10 | Graham Arnold   | 19  | 56      | 0,34      | 1985–1997 |

## Kända spelare
- Tim Cahill (Everton)
- Harry Kewell (Galatasaray)
- Mark Schwarzer (Fulham FC)
- Mark Viduka (Newcastle)

## Arena
Det finns ingen officiell nationalarena i Australien, men hemmamatcher i kvalserierna har vanligen efter 2000 spelats på ANZ Stadium i Sydney. Många andra arenor har använts.